# Casale della Cervelletta
Le Casale della Cervelletta est une ferme avec une tour médiévale qui domine le domaine homonyme, située dans la réserve naturelle de la Vallée dell'Aniene à Rome, via della Cervelletta, à la frontière entre les zones urbaines de Colli Aniene et Tor Sapienza, dans le secteur de l'Agro Romano dénommé Tor Cervara.

## Histoire
Le domaine de Cervelletta était au Moyen Âge un bien immobilier ecclésiastique. À cette époque (XIIe siècle) a été érigée la tour aux créneaux Guelfes, d'environ 30 mètres de haut.
Au XVIe siècle, la famille Sforza a repris le domaine, le conservant jusqu'en 1628, date à laquelle il a été acheté par le cardinal Scipione Borghese. La famille Borghese doit la transformation du mas en résidence de campagne (1630) et le développement agricole du domaine.
En 1835, le terrain et la maison sont passés à la famille Salviati, qui a procédé à la remise en état du territoire, grâce à des travaux de canalisation de l'eau encore visibles sur le domaine.
Au tournant des XIXe et XXe siècles, la ferme et le domaine étaient considérés comme un important centre de production agricole dans la campagne romaine. À la fin des années 1800, il a accueilli un poste de santé expérimental pour l'utilisation de la quinine dans la prophylaxie et le traitement du paludisme et a vu parmi ses invités l'immunologue Angelo Celli et son épouse Anna Fraentzel Celli, protagonistes de l'étude et la prophylaxie de la maladie et promoteurs de la lutte contre l'analphabétisme dans la campagne romaine.
De l'après-guerre aux années 1970, le domaine et la ferme ont subi un lent déclin.
Dans les années 1980, les premiers habitants du quartier voisin et nouvellement construit de Colli Aniene ont commencé à lutter pour la protection du domaine de Cervelletta contre l'urbanisation et la commercialisation des zones historiques et des fermes. Ces initiatives ont conduit à l'inclusion de la zone humide et de l'ensemble du domaine de Cervelletta dans la Réserve naturelle de la Vallée de l'Aniene en 1997.
En 2001, la ferme et le domaine ont été achetés par la municipalité de Rome et la ferme a été confiée à l'Associazione Insieme per l'Aniene ONLUS, dans laquelle des comités de citoyens des zones le long des deux rives de l'Aniene s'étaient rejoint, et qui, au nom de l'autorité régionale Roma Natura gère la réserve naturelle de la vallée de l'Aniene.

## Description
Le complexe de la Cervelletta ressemble aujourd'hui à une structure composite, le résultat de stratifications séculaires et avec les transformations fonctionnelles qu'il a subies: d'un système fortifié à un centre d'affaires d'un vaste domaine agricole et encore une demeure seigneuriale.
La structure se compose d'un corps central construit par la famille Borghese, dont l'écusson familial se détachait jusqu'en 1950 sur la fenêtre centrale de l'étage supérieur; l'accès à la ferme se fait par un élégant portail qui mène à un porche, qui à son tour mène aux zones résidentielles et, par une cour intérieure, aux espaces de service avec des écuries et des granges. Au rez-de-chaussée il y a un salon avec cheminée, sur lequel sont peintes les armoiries de la famille Salviati; à noter la grande loggia couverte, caractérisée par deux grandes ouvertures cintrées.
La tour médiévale (XIIe siècle), couronnée par des remparts, est d'une hauteur considérable (environ 30 mètres) et présente des vestiges de meurtrières  indiquant la fonction juridictionnelle et d'observation d'origine. Une chapelle dédiée à l'Assomption se trouvait autrefois là où se trouve aujourd'hui l'église Santa Maria Immacolata alla Cervelletta.
Aujourd'hui, depuis la colline sur laquelle se trouve le complexe, il est possible de percevoir son isolement et le siège progressif des bâtiments et de l'urbanisation moderne qui menacent et modifient progressivement le paysage ancien, dont la ferme représente l'un des derniers et précaires témoins.